# Gresham (Norfolk)
Gresham è un villaggio e parrocchia civile dell'Inghilterra, appartenente alla contea del Norfolk.